# Diagramă Ramachandran

Unghiurile diedre ale catenei φ și ψ (și ω). Toate cele trei unghiuri sunt la 180° în conformația prezentată.

În biochimie, o diagramă Ramachandran (cunoscută și sub numele de diagramă Rama, grafic Ramachandran sau diagramă [φ,ψ]), dezvoltată inițial în 1963 de G. N. Ramachandran, C. Ramakrishnan și V. Sasisekharan, este o modalitate de a vizualiza regiunile permise din punct de vedere energetic pentru unghiurile diedru ψ față de φ ale resturilor de aminoacizi din structura proteinelor (vezi figura din dreapta pentru definiția unghiurilor diedre ale catenei polipeptidice, φ și ψ). Unghiul ω aflat la legătura peptidică este în mod normal de 180°, deoarece caracterul de dublă legătură parțială menține legătura peptidică planară.

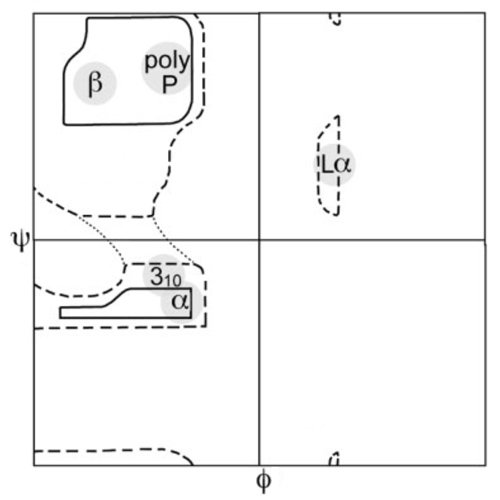
Diagrama Ramachandran originală